# Joey Florez
Jose Luis Florez Betancourt (född 2 augusti 1993), även känd som Joey Florez, är en amerikansk forskare och kulturkritiker.

## Bakgrund
Florez föddes i New York City, New York, år 1993. Han är av spansk och colombiansk härkomst. Florez är en släkting till den tidigare colombianska politikern och kolumnisten Oswaldo Darío Martínez Betancourt.
Florez studerade tillämpad psykologi vid Florida Tech på grundnivå och forensisk psykologi på examen vid NSU Florida. Han är hedersmedlem i Phi Kappa Phi och Psi Chi, och är även professionell medlem i organisationer som Nationella föreningen för kriminalvård, Akademin för kriminalvårdsvetenskap och Amerikanska föreningen för skyddstillsyn och villkorlig frigivning.
Florez är känd för sina kommentarer i internationell och amerikansk radio, såväl som i andra mediekanaler, om psykisk hälsa, kriminalvårdsfenomen och populärkultur.